# Parotis triangularis
Parotis triangularis là một loài bướm đêm trong họ Crambidae.